# Метт Гелдерс
Меттью «Метт» Гелдерс (англ. Matthew "Matt" Helders; нар. 7 травня 1986, Шеффілд, Південний Йоркшир, Велика Британія) — англійський музикант та ді-джей, барабанщик гурту Arctic Monkeys.

## Біографія
Метт Гелдерс народився 7 травня 1986 року в Шеффілді. Разом з Алексом Тернером, Джеймі Куком та Енді Ніколсоном є одним з засновників рок-гурту Arctic Monkeys.